# Lucas Notaras
Lucas Notaras (en griego: Λουκάς Νοταρᾶς) (Ejecutado el 3 o 4 de junio de 1453) fue el último megaduque del Imperio bizantino.
Se le atribuye la famosa frase «prefiero ver el turbante musulmán en la ciudad que la mitra latina», refiriéndose a su oposición en los esfuerzos de reconciliación entre la Iglesia ortodoxa de Constantinopla y la Iglesia católica de Roma. Estos esfuerzos fueron ampliamente rechazados por los ciudadanos, y alejaron a Notaras de Constantino XI, el último emperador bizantino.
Cuando Constantinopla cayó ante los turcos, Mehmet II ordenó a Notaras entregar a sus dos hijos, para que el sultán pudiera entretenerse a su voluntad. Cuando él se negó, Mehmet II ordenó matar a sus hijos frente al megaduque, poco antes de ejecutarlo a él también.